# Pseudomezium coquereli
Pseudomezium coquereli is een keversoort uit de familie klopkevers (Ptinidae). De wetenschappelijke naam van de soort werd in 1876 gepubliceerd door Léon Marc Herminie Fairmaire.